# Pagurus lanuginosus
Pagurus lanuginosus is een tienpotigensoort uit de familie van de Paguridae. De wetenschappelijke naam van de soort is voor het eerst geldig gepubliceerd in 1849 door De Haan.